# Pseudocercospora vanuatuensis
Pseudocercospora vanuatuensis är en svampart som beskrevs av U. Braun & McKenzie 1999. Pseudocercospora vanuatuensis ingår i släktet Pseudocercospora och familjen Mycosphaerellaceae.   Inga underarter finns listade i Catalogue of Life.